# Amiga (álbum de Álex Anwandter)
Amiga es el nombre del segundo disco de Álex Anwandter, publicado el 1 de abril del 2016 a través de iTunes y el 8 de abril a través de otras plataformas digitales. El evento de lanzamiento del disco ocurrió el día 30 de julio de 2016 en el Teatro Caupolicán de Santiago de Chile con la participación de Gepe y José Seves.

## Lista de canciones
Todas las canciones escritas y compuestas por Alex Anwandter. 
| Amiga |                                                   |          |  |
| N.º   | Título                                            | Duración |  |
| 1.    | «Siempre es viernes en mi corazón (ft. Miranda!)» | 3:18     |  |
| 2.    | «Cordillera»                                      | 4:21     |  |
| 3.    | «Traición»                                        | 4:15     |  |
| 4.    | «Amiga»                                           | 3:30     |  |
| 5.    | «Mujer»                                           | 4:18     |  |
| 6.    | «Manifiesto»                                      | 3:26     |  |
| 7.    | «Intentarlo todo de nuevo»                        | 4:24     |  |
| 8.    | «El sonido de los corazones que se quiebran»      | 4:08     |  |
| 9.    | «Caminando a la fábrica (ft. Julieta Venegas)»    | 2:55     |  |
| 10.   | «¿Qué será de ti mañana?»                         | 2:54     |  |
| 11.   | «Te enamoraste»                                   | 3:59     |  |
| 41:58 |                                                   |          |  |